# Hořešovcové z Libošína
Hořešovcové z Libošína byli český šlechtický rod, zmiňovaný jako vladycký ve 14. a 15. století.
Vladykové z Libošína drželi část Hořešovic. Proto hned v roce 1437 přijali jméno Hořešovec. Zdislav Hořešovec z Libošína prodal toho roku své dědictví v Sabenicích a na Hořešovicích ještě seděl v roce 1445. Po Zdislavovi držel Hořešovice v roce 1454 Albrecht a jeho bratr Bušek držel Kounov v letech 1471–1498. I když už Hořešovice neměli, Libošínští se svého jména nevzdali. Jindřich Hořešovec z Libošína nabyl na konci 15. století Studeněves u Slaného. Stal se roku 1502 hejtmanem Slánského kraje. Jeho syn Zdislav nebo Václav prodal Studeněves v roce 1523, ale jeho potomek Jan Hořešovec z Libošína na Smilovicích přijal v roce 1548 dokonce ještě jméno Studeněvský po Studeněvsi (Studněvsi). Totéž příjmení měl Petr Hořešovec Studněveský z Libošína, za něhož se  v roce 1561 přimluvili čeští stavové na sněmu. Byl zajat do tureckého zajetí, byl mnoho let vězněn, proto mu bylo dáno 500 kop jakožto potřebnému člověku. 

## Erb
Poloviční štít a na helmě buvolí rohy jako vladykové ze Hřebečník.